# Antonio Rada
José Antonio Rada Angulo (Sabanalarga, 13 giugno 1937 – Barranquilla, 1º giugno 2014) è stato un calciatore colombiano, di ruolo centrocampista.

## Carriera
Prese parte con la Nazionale colombiana ai Mondiali del 1962.
Segnò in totale 157 reti nel campionato colombiano.